# Infanterie-Division Wahn
Die Infanterie-Division Wahn war eine deutsche Infanteriedivision im Zweiten Weltkrieg.  

## Geschichte

### Aufstellung
Die Infanterie-Division Wahn wurde im Januar 1944 als sogenannte Schatten-Division im Zuge der 24. Aufstellungswelle im Wehrkreis VI aufgestellt. Die Aufstellung erfolgte auf dem Truppenübungsplatz Wahn, bei Köln, aus Teilen der 182. Reserve-Division.

### Verlegung an die Ostfront
Sie wurde Ende Februar der Heeresgruppe Nord unterstellt. 

### Auflösung durch Verwendung zur Auffrischung der 331. ID
Am 16. März 1944 wurde die Infanterie-Division Wahn zur Auffrischung der vorher stark dezimierten 331. Infanterie-Division eingesetzt.

## Kommandeur
Kommandeur der Division war der Generalmajor Heinz Furbach, späterer Kommandeur der 331. Infanterie-Division.

## Gliederung
- Grenadier-Regiment Wahn 1
- Grenadier-Regiment Wahn 2
- Artillerie-Bataillon Wahn
- Pionier-Bataillon Wahn